# X-Men 2: Clone Wars
X-Men 2: Clone Wars è un videogioco d'azione pubblicato nel 1995 dalla Sega per Sega Mega Drive. Il videogioco è il sequel di X-Men del 1993. Nella versione europea del gioco è stata utilizzata la stessa copertina di X-Men 2: Game Master's Legacy titolo pubblicato per Game Gear, che tuttavia non ha nulla a che fare con questo.

## Trama
Gli ipertecnologici alieni Phalanx tornano con l'intenzione di prendere il controllo della Terra, assimilando tutti i suoi abitanti. Catturano e clonano numerosi mutanti per sperimentazione. Soltanto un gruppo selezionato di X-Men (Bestia, Psylocke, Gambit, Nightcrawler, Wolverine Ciclope) reuscono a sfuggire alla cattura ed insieme al loro nemico storico, Magneto, devono sconfiggere i Phalanx prima che la Terra sia soggiogata al loro potere.